# Georges Tabouis
Pour les articles homonymes, voir Tabouis.
Georges-Antoine-Marie Tabouis est un général de division français, né le 17 janvier 1867 à Paris et mort le 7 novembre 1958  à Bayeux.

## Famille
Né au 4 rue Drouot à Paris (9e arrondissement), fils de Charles-Louis (1816-1902) et Marie Herminie Maugean. Marié le 28 avril 1894 avec Anne-Marie de Brunville (1874-1929), il est le père de Jacques (1895-1964), Maurice (1900-1975) et André Tabouis (1906-1974), ces deux derniers furent eux aussi généraux, le premier étant colonel de hussards pendant la Première Guerre mondiale.
Il est aussi l'oncle de la journaliste Geneviève Tabouis.

## Carrière

### Jeunesse et études
Il fait ses études au collège Stanislas de Paris puis intègre l'École spéciale militaire de Saint-Cyr entre 1888 et 1890 au sein de la 73e promotion dite « du Grand Triomphe ».

### Première Guerre mondiale
Lorsque le 1er conflit mondial éclate il est chef de bataillon commandant le 1er bataillon de chasseurs à pied, c'est sous son commandement que sera capturé, 14 août 1914, le premier drapeau pris à l'ennemi lors de la Première Guerre Mondiale (voir le paragraphe fait d'armes). Il est promu lieutenant-colonel à la suite de cet événement. Il est ensuite blessé lors d'un bombardement le 7 octobre 1914 à Ablain-Saint-Nazaire.
Il est ensuite envoyé en Ukraine le 1er décembre 1917, où Clemenceau lui confie le rôle de commissaire de la République française le 28 décembre avec pour mission de prendre contact avec le jeune régime séparatiste et de lui assurer le soutien des puissances occidentales (aide en matériel et en conseillers militaires) dans la lutte contre la Russie soviétique. Il se montre peu efficace à ce poste et ne peut empêcher une paix séparée entre l'Ukraine et les Empires centraux et la chute du régime qui est remplacé par un gouvernement communiste. Il entre aussi en conflit avec le représentant du ministère des Affaires étrangères, Jean Pélissier, cette mésentente rend encore moins efficace les négociations entre la France et l'Ukraine. Il demande à rentrer en France avec l'ensemble de sa mission, le gouvernement ukrainien étant devenu soviétique.
Il est ensuite affecté comme général commandant la 13e division d'infanterie le 22 septembre 1918. Il occupe ce poste jusqu'au 12 janvier 1919.

### Entre-deux-guerres
Pendant la décennie 1930, il est maire de Cornillé (Ille-et-Vilaine).
En 1935, il est promu grand officier de la Légion d'honneur.

### Seconde Guerre mondiale
Placé en 1939 dans la 2e section, il ne reprend pas d'activité militaire pendant la Seconde Guerre mondiale.

### Retraite
Durant sa retraite, il se consacre aux Scouts de France, dont il dirigea la province de Bretagne.

## Faits d'armes
Le 14 août 1914 lors de la bataille de Saint-Blaise-la-Roche, à la suite de violents combats, son bataillon s'empare du drapeau du 132e régiment poméranien allemand et capture à l'ennemi 8 canons, 400 prisonniers et une importante quantité de matériel, libérant ainsi la vallée de la Bruche.
Ce fait d'armes vaudra au drapeau des chasseurs la médaille militaire et au bataillon une citation à l'ordre de l'Armée formulée ainsi :
« Sous le commandement du commandant Tabouis a brillamment contribué, le 14 août 1914 au succès du combat de Plaine Saint-Blaise, au cours duquel il a enlevé à l'ennemi le premier drapeau, ce qui a valu au drapeau des chasseurs l'attribution de la médaille militaire. ».
À la suite de cet événement, le commandant Tabouis sera promu lieutenant-colonel.

## États de service
- Élève-officier à Saint-Cyr 31 octobre 1888.
- Elève de 1ère classe le 13 avril 1889.
- Caporal le 20 août 1889
- Sergent le 1er octobre 1889.
- Sous-lieutenant le 1er octobre 1890.
- Lieutenant le 1er octobre 1892.
- Capitaine le 3 novembre 1900.
- Chef de bataillon le 26 juin 1911.
- Commandant en août 1914.
- Lieutenant-colonel le 14 septembre 1914 (le 7 octobre 1914 il est blessé lors d'un bombardement).
- Colonel le 11 août 1916.
- Général de brigade le 20 mars 1919.
- Général de division le 8 juillet 1926.

## Affectations
- École spéciale militaire de Saint-Cyr entre 1888 et 1890 (73e promotion dite « du Grand Triomphe »).
- Au 1er bataillon de chasseurs à pied en août 1914.
- Blessé lors d'un bombardement le 7 octobre 1914 à Ablain-Saint-Nazaire.
- Commissaire de la République française en Ukraine au 28 décembre 1917.
- À la 13e division d'infanterie du 22 septembre 1918 jusqu’au 12 janvier 1919.

## Décorations
- Chevalier de la Légion d'honneur par décret du 11 juillet 1914
- Officier de la Légion d'honneur par arrêté ministériel du 14 avril 1917
- Commandeur de la Légion d'honneur par décret du 9 juillet 1921
- Grand officier de la Légion d'honneur par décret du 11 juillet 1935.
- Croix de Guerre1914-1918,
- Officier d’Académie,
- Officier de l’Ordre du Buste du Libérateur du Vénézuela,
- Officier de Saint Alexandre de Bulgarie,
- Croix de Guerre Tchécoslovaque,
- Grand Croix de Saint Stanislas de Russie avec glaives,
- Grand Officier du Nicham Iftikar de Tunisie,
- Commandeur du Mérite Militaire de Bulgarie,
- Commandeur de l’Aigle Blanc de Serbie avec glaives,
- Commandeur de Saint Wladimir de Russie avec glaives,
- Compagnon de l’Ordre du Bain de Grande-Bretagne.

## Hommages
- Une rue de la commune de Cornillé, où il est enterré, porte son nom.